# 사라 브라운

사라 브라운(Sarah Joy Brown, 1975년 2월 18일 ~ )은 미국의 배우, 텔레비전 배우, 영화배우이다.
유리카에서 태어났다.

## 방송
- 콜드케이스 시즌3
- 위드아웃 어 트레이스 1
- VR 트루퍼
- 우리 생애 나날들
- 제너럴 호스피털

## 영화
- 더 램프 (2011년)
- 컴퍼니 맨 (2007년)
- 빅 마마 하우스 2 - 근무 중 이상무 (2006년) - 콘스탄스 스톤 역
- 하트 오브 더 비홀더 (2005년) - 다이앤 하워드 역
- 클로저 (2005년)
- 콜드 케이스 시즌1 (2003년) - 조지 서튼 역
- 위드아웃 어 트레이스 1 (2002년)
- 맥시멈 포스 (1996년)
- VR 트루퍼 (1994년)
- 비앤비 (1987년)
- 애즈 더 월드 턴즈 (1956년)